# 白鳥山 (宮崎県)
白鳥山（しらとりやま、しらとりさん、はくちょうざん）は霧島山の北西部を構成する火山であり、宮崎県えびの市の南部に位置する。

## 山容
山頂南側に火口湖の白紫池、南東にマールの六観音御池を擁する。北東に甑岳、南西に蝦野岳が隣接し南東にはえびの高原が広がっている。北斜面には白鳥神社や白鳥温泉があり、山裾は加久藤盆地に続いている。
北側斜面の標高1000メートル以下はスギやヒノキの人工林となっているが、白鳥神社を経て六観音御池に至る参道沿いには自然林が残されている。北西側及び西側斜面の人工林にはアカマツも含まれる。自然林の植生は標高900メートル以下にイスノキやウラジロガシ、標高900-1200メートルにコガクウツギやモミ、標高1200メートル以上にシラキやブナが分布し山頂付近にはミヤマキリシマも見られる。
白鳥山は霧島火山群の北西部を構成する複合火山である。まず栗野岳の東側に重なるようにしてなだらかな山塊が形成され、続いて蝦野岳や獅子戸岳などの側火山がつくられた。その後、2万5000年前から1万8000年前の間に起きた白紫池や六観音御池の火山活動によって現在の山容となった。

## 歴史
959年（天徳3年）、性空が修行のために白鳥山に入り白鳥神社を創建した。江戸時代には領主の島津氏がしばしば訪れている。